# Dom Kultury Świt
Dom Kultury Świt – dom kultury położony w warszawskiej dzielnicy Bródno, powstały w 1958 roku.

## Historia
Budowa Domu Kultury Świt rozpoczęła się w 1953 roku i trwała 5 lat. Został on zbudowany w czynie społecznym przez mieszkańców Bródna – jednocześnie była to pierwsza budowa w czynie społecznym w Warszawie.